# Anamota custodiens
Genre
Espèce
Anamota custodiens, unique représentant du genre Anamota, est une espèce d'opilions laniatores à l'appartenance familiale incertaine.

## Distribution
Cette espèce est endémique de la province de Cienfuegos à Cuba. Elle se rencontre vers Soledad.

## Description
Le mâle holotype mesure 1,9 mm.

## Publication originale
- Šilhavý, 1979 : « New opilionids from the subfamily Phalangodinae from Cuba (Arachn.: Opilionidea). » Věstník československé Společnosti zoologické, vol. 43, no 1, p. 60–75.